# Дальмостострой
АО «Дальмостострой» — одна из крупнейших мостостроительных компаний Дальнего Востока, осуществляющая строительство, реконструкцию, ремонт мостов, путепроводов и прочих дорожных сооружений любой сложности на автомобильных и железных дорогах, берегоукрепительные работы, строительство причалов, пирсов, волноломов, молов, ветрогенераторных установок и сложных фундаментов различных сооружений, работы на объектах топливно-энергетического комплекса. За годы работы предприятием построено и отремонтировано свыше 1400 мостов общей протяжённостью более 140 километров, как через сибирские, так и дальневосточные реки и преграды.
АО «Дальмостострой» является дипломантом 2-й степени краевого конкурса Хабаровского края на лучшую строительную организацию. По итогам работы 2005 года в рейтинге Госстроя 130 лучших строительных организаций «Лидеров строительного комплекса России» заняло 3-е место.
Полное фирменное наименование — Дальневосточное мостостроительное акционерное общество. Центральный офис расположен в Хабаровске. Общая численность персонала составляет тысяча четыреста человек. Зарегистрирован товарный знак. Девиз компании: Мосты соединяют дороги, дороги соединяют людей. АО «Дальмостострой» в своём составе имеет филиалы в городах Хабаровск, Комсомольск-на-Амуре, Южно-Сахалинск, Магадан.

## История
Организация создана Приказом № 221 Министерства транспортного строительства СССР 08 декабря 1969 года под названием «Мостостроительный трест № 8», объединившая мобильные мостопоезда, базировавшиеся в Сибири и на Урале. Предприятие создавалось как государственная организация для возведения мостовых автомобильных и железнодорожных переходов на территории Хабаровского и Приморского краёв, Амурской, Магаданской, Читинской и Сахалинской областей, Бурятской и Якутской республик.

Мост через реку Амур в районе Комсомольска-на-Амуре

Первой сложной технической задачей для АО «Дальмостострой» явилось строительство внеклассного железнодорожного моста через реку Амур в районе Комсомольска-на-Амуре, который был сдан в эксплуатацию в 1975 году. На строительстве этого объекта впервые в практике отечественного мостостроения был внедрён метод закладки фундаментов опор на оболочках большого диаметра с реактивно-турбинным бурением скальных пород в их основании по технологии К. С. Силина, новые конструкции железнодорожного мостового полотна и многое другое.
Наиболее ярко АО «Дальмостострой» проявил себя при реконструкции моста через реку Амур у Хабаровска. По масштабам и объёмам эта стройка в 90-е годы минувшего столетия стала одной из самых крупных в России. Впервые на Дальнем Востоке была внедрена сварка металлоконструкций пролётных строений на монтаже и ряд технических решений, позволивших провести сложные работы по реконструкции опор этого четырёхкилометрового совмещённого мостового перехода. При его возведении помимо внедрения множества новых технических решений и технологий пришлось восстанавливать и давно забытое, утраченное мастерство кладки гранитной облицовки, которая широко использовалась в дореволюционной России. Можно сказать, что красующийся сейчас на пятитысячной купюре билета Банка России мост через Амур — визитная карточка АО «Дальмостострой».
07 декабря 1992 года, во исполнение Указа Президента РФ от 01 июля 1992 года № 721 «Об организационных мерах по преобразованию государственных предприятий, добровольных объединений государственных предприятий в акционерные общества», путём преобразования Мостостроительного треста № 8 (Мостострой № 8) было создано Акционерное общество открытого типа «Дальмостострой».
11 июня 1996 года Общество переименовано в Дальневосточное мостостроительное открытое акционерное общество, с 06 июля 2015 года — Дальневосточное мостостроительное акционерное общество.

## Деятельность

### Строительство
АО «Дальмостострой» осуществляет свою деятельность в строительной отрасли. Транспортное строительство является одной из базовых отраслей, создающих условия для развития экономики страны в целом.
За годы деятельности АО «Дальмостострой» были построены мостовые переходы через реки Амур, Томь, Зею, Бурею, Селемжу, Хор, Партизанская и другие. Возведены инженерные сооружения паромной переправы Ванино — Холмск, железнодорожные мосты на участке дороги Победино-Альба-Ноглики и искусственные сооружения в рамках переустройства Сахалинской железной дороги на общесетевую ширину колеи 1520 мм, железнодорожные мосты на линии Угловая — Находка, автодорожный мост у г. Комсомольска-на-Амуре, мосты подъездного железнодорожного пути от станции Улак к Эльгинскому месторождению углей, сотни мостов и путепроводов на автомобильных дорогах Приморского, Камчатского, Забайкальского и Хабаровского краёв, Магаданской, Сахалинской и Амурской областей. Всего построено и отремонтировано более тысячи четыреста мостов протяжённостью более 140 километров, смонтировано более трёх миллионов кубометров сборных и монолитных железобетонных конструкций и др.

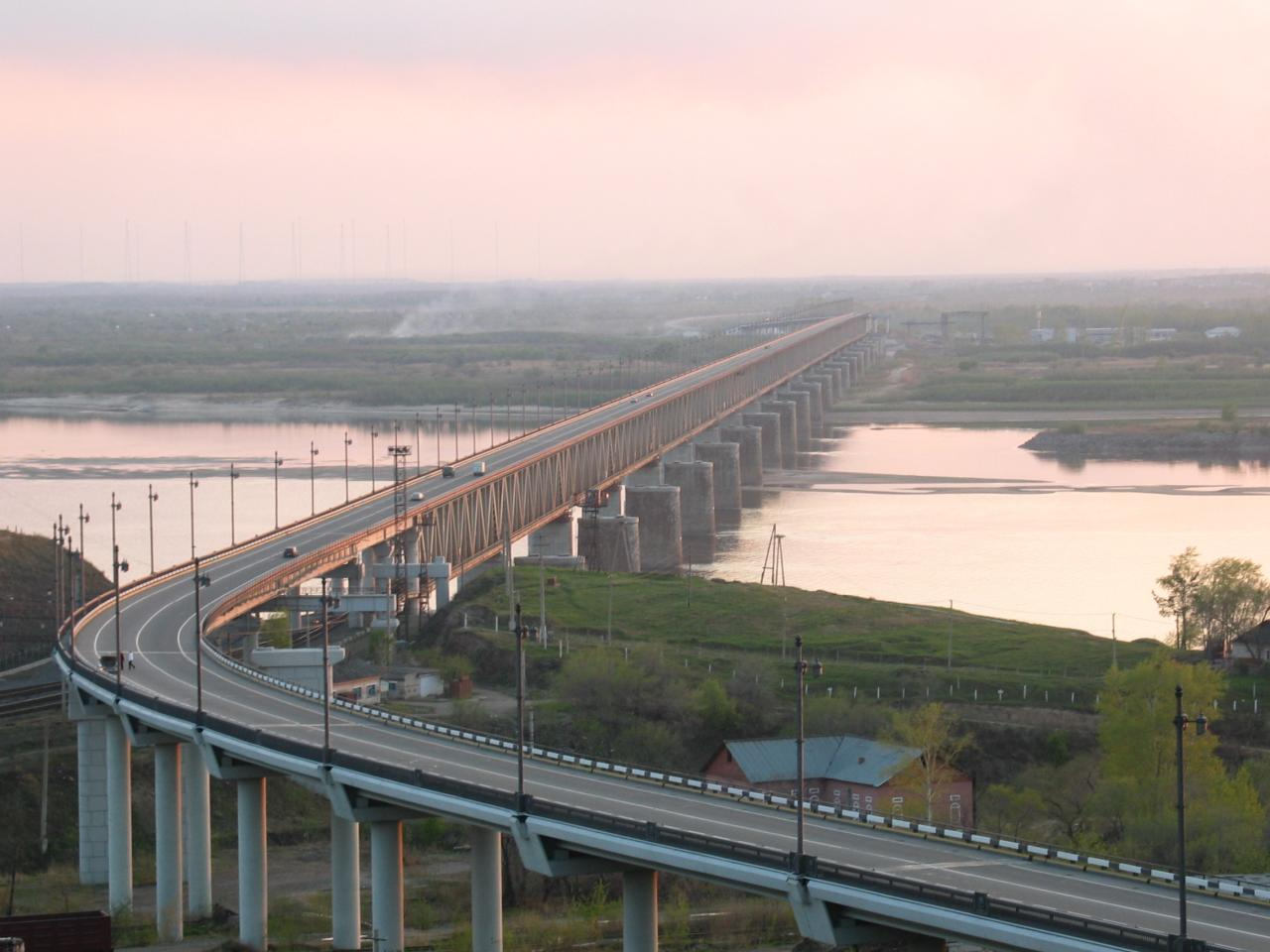
Мост через Амур

Показательной стройкой для АО «Дальмостострой» стала реконструкция мостового перехода через реку Амур у Хабаровска, совместившего железнодорожную и автомобильную дороги. В сложной финансовой ситуации при действенной поддержке краевой администрации мостостроители в сооружение первой очереди уложили 58 тысяч кубометров бетона и сборного железобетона, смонтировали около 25 тысяч тонн металлоконструкций, выполнили 18 километров ответственных сварных швов. Общая длина мостового перехода составила 13,5 километров, совмещённой части — 2,6 километра.
Предприятие освоило сооружение таких сложнейших объектов, как причалы и фундаменты под особо крупные конструкции, в том числе под 190-метровые опоры линии электропередачи 500 киловольт на Большом Уссурийском острове.
За короткий период времени в суровых северных строительно-климатических условиях на 1200-километровом Восточном участке Байкало-Амурской магистрали подразделениями АО «Дальмостострой» были построены все большие и внеклассные мосты. На строительстве мостов были применены прогрессивные конструктивно-технологические решения при возведении опор и монтаже пролётных строений, такие как железобетонные оболочки, вибропогружаемые через многометровые толщи валунно-галечниковых отложений и вечномёрзлых грунтов, забуриваемые в скальные грунты по условиям высокой сейсмичности районов строительства. Была разработана и внедрена технология изготовления облицовочных блоков тела опор из бетона высокого класса и марки морозостойкости — «шок-бетона», впервые позволившая отказаться от применения облицовки из гранитного камня в опорах железнодорожных мостов в условиях низких температуры тяжёлого ледохода на северных реках.
На счету предприятия строительство мостов через Зейское водохранилище длиной 1100 метров и реку Селемжу длиной 710 метров. Всего за девять месяцев сооружён 830-метровый технологический мост через залив в бухте Чайво на севере Сахалина, рассчитанный на нагрузку в 600 тонн.
Предприятие успешно участвовало в таких международных проектах, как «Сахалин-1» и «Сахалин-2». АО «Дальмостострой» выполняло работы по возведению 13 переходов на подъезде к Лунскому месторождению углеводородов, сложных фундаментов для различных сооружений, в том числе и для нефтеналивного терминала в бухте Де-Кастри.

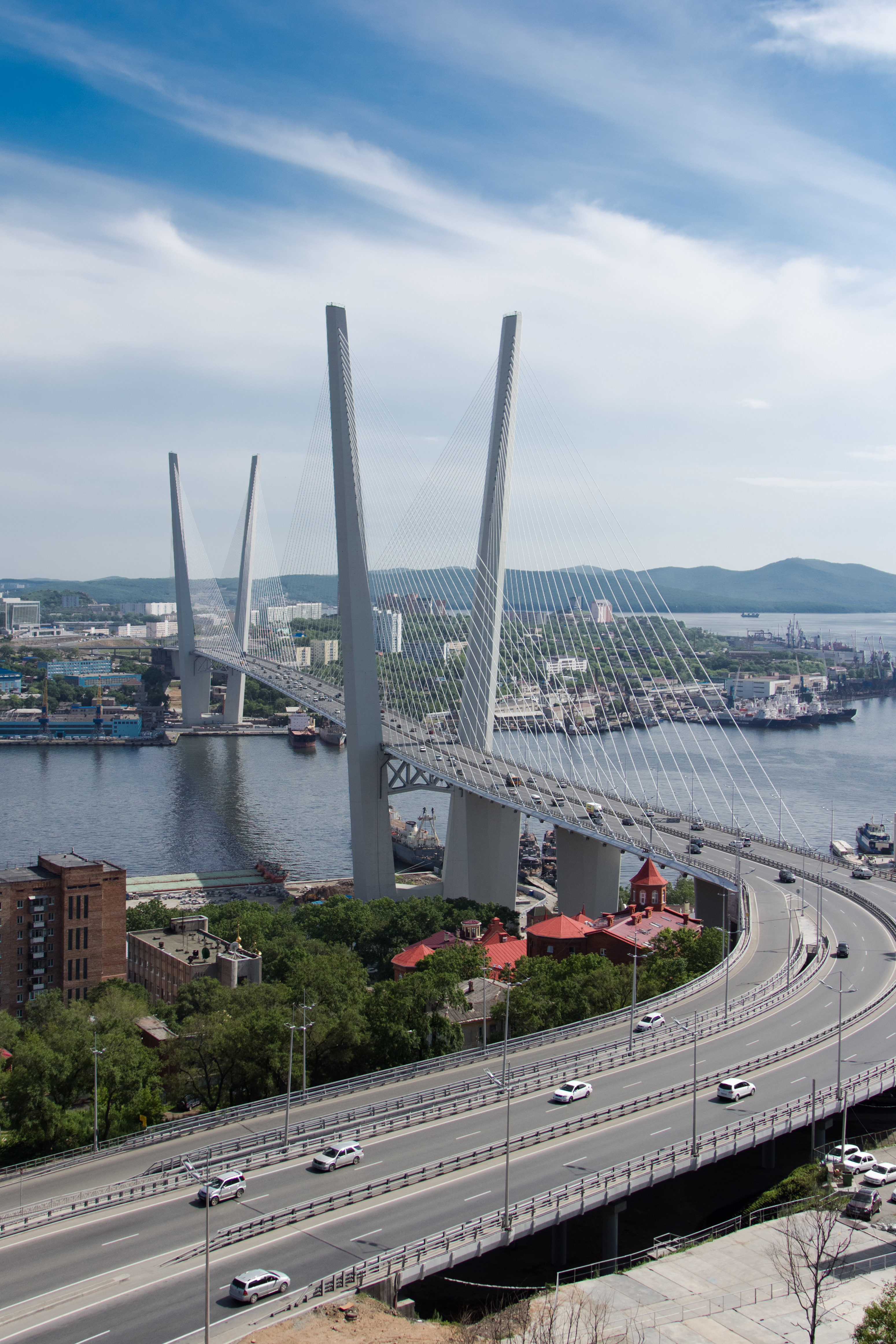
Мост через бухту Золотой Рог

Предприятие принимало активное участие в возведении искусственных сооружений к саммиту АТЭС во Владивостоке в 2012 году — это строительство вантового моста через бухту «Золотой Рог», генеральным подрядчиком тогда выступила Тихоокеанская мостостроительная компания, а Дальмостострой — субподрядчиком. Также предприятием проведена реконструкция автомобильной дороги аэропорт «Кневичи» — станция Санаторная на участке автомобильной дороги М-60 «Уссури» Хабаровск-Владивосток.
Используя весь свой накопленный опыт при строительстве мостов в сложных природно-климатических условиях, ОА «Дальмостострой» кроме строительства транспортных сооружений возводит морские и причальные объекты, набережные и подпорные стенки, выполняет все виды работ нулевого цикла, сооружает фундаменты всех типов и любой степени сложности, фундаментов опор на переходах ЛЭП через крупные водотоки, градирни ТЭЦ и др. В основание Спасо-Преображенского кафедрального собора буронабивные столбы забивали именно мостостроители.
АО «Дальмостострой» участвует в программах Краевого государственного казённого учреждения «Хабаровское управление автомобильных дорог» по строительству, реконструкции, ремонту и содержанию автомобильных дорог Хабаровского края регионального или межмуниципального значения. Компания выполняет функции генеральной подрядной организации при строительстве всего комплекса мостовых переходов и сложных транспортных развязок.

### География — Филиалы
География деятельности АО «Дальмостострой» простирается от Алтая до островов Курильской гряды. Территориальное расположение филиалов АО «Дальмостострой» позволяет осуществлять свою деятельность на территории всех субъектов Дальневосточного Федерального округа, за исключением Чукотского автономного округа. В составе предприятия четыре филиала в Хабаровске, Комсомольске-на-Амуре, Южно-Сахалинске и Магадане. Каждый из них обладает мощной производственной базой, парком специализированной техники и умеет выполнять работы в разных климатических условиях и на разной удалённости.
Все филиалы АО «Дальмостострой» имеют собственные производственные базы, подъездные пути, заводы по производству бетона, цеха по выпуску бетонных, железобетонных и металлических конструкций, ремонтно-механические мастерские для ремонта строительной техники.

#### Комсомольский-на-Амуре мостоотряд
История создания Комсомольского-на-Амуре филиала начинается в период окончания Второй мировой войны. Военно-восстановительный поезд, сформированный в 1943 году для восстановления разрушенных мостов и наведения водных переправ, за свою трудовую деятельность, построив большое количество малых, средних, больших и внеклассных мостов на автомобильных и железных дорогах Западной и Восточной Сибири, Дальнего востока, вырос до уровня крупного мостостроительного отряда.
Комсомольский мостоотряд № 26 треста «Мостострой № 8» прошёл серьёзную проверку на прочность при строительстве железнодорожного моста через реку Амур у Комсомольска-на-Амуре, сданного в эксплуатацию в 1975 году. Возведение этого внеклассного сооружения потребовало от мостостроителей принципиально новых инженерных решений. Комсомольский мостоотряд работал на строительстве больших мостов через Зею, Бурею, Селемжу, Амгунь на Восточном направлении Байкало-Амурской магистрали, принимал участие в реконструкции четырёхкилометрового мостового перехода через реку Амур у Хабаровска.
В состав АО «Дальмостострой» филиал Комсомольский-на-Амуре мостоотряд вошёл в 1992 году.

#### Хабаровский мостоотряд
Свою деятельность Хабаровский мостоотряд начал в 1956 году. Созданный по приказу Минтрансстроя СССР от 16 августа 1956 года за № 187 для строительства искусственных сооружений на строящихся в то время железных дорогах, он изначально назывался мостопоезд № 471, и первым местом его дислокации был город Агрыз Татарской АССР.
Первый опыт работы мостостроители получили при сооружении мостов на железнодорожной линии Казань-Агрыз-Сарапул. С 1958 до 1967 год, до переезда на Дальний Восток, мостопоезд № 471 являлся структурным подразделением государственного треста «Мостострой № 2», который находился в городе Новосибирске. Ныне бывший трест «Мостострой № 2» преобразован в ОАО «Сибмост», не сменив своего места дислокации. За годы нахождения в Ачинске было сооружено много больших и малых мостов через сибирские реки на строящейся железнодорожной линии Ачинск-Абалково-Малково, а также на подходах к Назаровской ГРЭС.
За годы работы на Дальнем Востоке построены большие и малые мосты, путепроводы, трубы на железной и автомобильных дорогах в Приморском и Хабаровском краях, Сахалинской, Амурской, Читинской областях, Еврейской автономной области. Среди них большие и сложные мосты через реки Иман, Бикин, Хор, Кия; транспортные развязки в городе Хабаровске, фундаменты глубокого заложения опор спецпереходов через Амурскую протоку и через реку Хор для ЛЭП-500 киловольт, причалы на реках Уссури и Амур, мосты на автомобильных дорогах Чита-Хабаровск, Хабаровск-Владивосток, Лидога-Ванино, Золотая-Сукпай.
Набережная реки Амур имени Г. И. Невельского в городе Хабаровске стала надёжной защитой и архитектурным украшением города.
Самая большая гордость коллектива Хабаровского мостоотряда — непосредственное участие в реконструкции совмещённого мостового перехода через реку Амур в городе Хабаровске, одного из крупнейших мостов России. Строительные и монтажные работы велись при непрерывном движении поездов по существующему мосту, который эксплуатировался с 1916 года.
В 1992 году Мостоотряд № 50 переименовывается в Хабаровский мостоотряд — филиал АО «Дальмостострой».

#### Сахалинский мостоотряд
Для строительства железнодорожных и автодорожных мостов в Сахалинской области на основании приказа Минтрансстроя СССР в 1971 году в Южно-Сахалинске создаётся Мостопоезд № 487. В активе Сахалинского мостоотряда реализация проекта «Реконструкция лесовозной автомобильной дороги Ныш-Лунский залив», в рамках которого за апрель-сентябрь 2003 года были построены 13 мостов общей длинной 289,1 метра. Заказчиком в данном проекте выступала компания «Сахалин Энерджи».
В 1992 году Мостопоезд № 487 переименовывается в Сахалинский мостоотряд — филиал АО «Дальмостострой».

#### Магаданский мостоотряд
В 1987 году трест «Мостострой № 8» организует в Магадане Мостоотряд № 119. За период деятельности магаданскими мостостроителями построено более трёх десятков искусственных сооружений, в числе которых большие мосты через реки Аян-Юрях, Берелех, Купка, Кулу и другие.
В 1992 году Мостоотряд № 119 переименовывается в Магаданский мостоотряд — филиал АО «Дальмостострой».

### Технологии
АО «Дальмостострой» является членом саморегулируемых организаций и имеет допуски к работам, которые оказывают влияние на безопасность объектов капитального строительства.
АО «Дальмостострой» обладает современной техникой и оборудованием, технологиями, позволяющими сооружать фундаменты опор мостов и других инженерных сооружений любой степени сложности в любых гидрогеологических условиях, в том числе на железобетонных и металлических оболочках большого диаметра, на буронабивных столбах, на столбах, опускаемых в предварительно пробурённые скважины, на забивных железобетонных и металлических сваях. Имеются технические средства и отработана технология для монтажа железобетонных и металлических пролётных строений любых размеров и конструкций.
Технологии, применяемые АО «Дальмостострой», в различных подготовительных процессах:
- Для приготовления бетона применяются пластифицирующие добавки ЦМИД-4, позволяющие выпускать бетон высокой прочности классов от В30 до В60, не увеличивая количество используемого цемента. Данное внедрение позволяет стабильно получать бетон необходимой прочности.
- Изготовление железобетонных балок длиной 33 м с использованием сборно-разборных стендов непосредственно на строительной площадке с применением электропрогрева с автоматическим регулированием теплового режима, взамен применяемого ранее паропрогрева. Это позволило на строительстве эстакады и путепровода автомобильной дороги в Приморском крае Кневичи — Санаторная км 730,5 — км 750 в срок изготовить все балки.
- Изготовление арматурных изделий сложных конфигураций и большого количества однотипных элементов производится автоматическим арматурным станком «Прима 16» фирмы «Schnell», который позволил повысить производительность труда арматурного цеха в несколько раз и заменить ранее применяемые малопроизводительные ручные станки, значительно улучшить качество изготовления арматурных изделий и значительно повысило безопасность труда.
- Применение для изоляции проезжей части мостов через р. Спокойный и р. Кара-Юрях автодороги «Колыма» мастики «Рабберфлекс 55» вместо рулонного изоляционного материала «Мостопласт». Использование данной мастики позволило получить бесшовную гидроизоляцию, что значительно улучшило качество мостового полотна.
- Для сварки стыков покрывного листа ортоторпных плит металлических пролётных строений моста через р. Камчатка на 168 км автодороги Мильково — Ключи — Усть-Камчатск применена автоматическая сварка, что позволило повысить производительность труда более чем в два раза, повысить качество работ.
- Применение для монтажа пролётных строений через р. Камчатка на 168 км автодороги Мильково — Ключи — Усть-Камчатск специальных захватов, упоров и домкратного оборудования возвратно-поступательного способа перемещения. Применение данного способа позволило отказаться от традиционного способа монтажа, при котором при каждом цикле работы домкрата приходилось перемещать вручную тяжёлые упоры под домкраты и при этом выкручивая и закручивая большое количество болтов, значительно сократило трудоёмкость работ и ускорило процесс надвижки.
- Монтаж пролётных строений мостов на железнодорожных путях к Эльгинскому месторождению двумя кранами грузоподъёмностью по 250тн. Германской фирмы Либхерр без применения временных опор с предварительной укрупнительной сборкой на площадке. Применение данного вида монтажа повысило безопасность работ, сократило материалоёмкость и позволило значительно ускорить работы.[23]
- Впервые в практике строительства мостов на Дальнем Востоке произведено сооружение наклонных буронабивных свай при реконструкции моста через р. Углегорка в Сахалинской области.
- При строительстве моста через р. Камчатка на 168 км автодороги Мильково — Ключи — Усть-Камчатск в условиях высокой сейсмичности 9 баллов в качестве опорных частей установлены сейсмические изоляторы маятникового типа и демпферные устройства для гашения сейсмических воздействий. Применение данных опорных частей позволяет значительно снизить горизонтальные нагрузки, приходящие на опоры, и, тем самым, значительно снизить материалоёмкость и затраты труда по сооружению опор.
- В качестве изоляции и покрытия мостового полотна моста через р. Камчатка впервые на Дальнем Востоке использовано тонкослойное износостойкое полимерное покрытие из полиметилметакрилатных смол (ПММА). Данное покрытие позволяет отказаться от трудоёмких работ по устройству оклеечной гидроизоляции и цементобетонного покрытия. И кроме того позволяет значительно снизить нагрузки на пролётные строения, что приводит к снижению материалоёмкости металлических пролётных строений.